# Jean Baptiste du Casse
Jean Baptiste du Casse (ur. 1646 w Bajonnie, zm. 25 czerwca 1715) – francuski admirał Bukanierów z Tortugi, gubernator St. Domingue, admirał króla Francji Ludwika XIV i króla Hiszpanii Filipa V.
Jean Baptiste du Casse brał udział w wojnie z ligą augsburską w latach 1688–1697. Pod koniec wojny związał się z admirałem Bernardem de Saint-Jean baron de Pointis, który za zgodą króla Ludwika XIV, zorganizował wyprawę łupieżczą na hiszpańską Kartageną. Dwaj admirałowie dogadali się w sprawie podziału łupów i co do udziału floty bukanierów. Kartagena po ataku 588 dział poddała się i po honorowej kapitulacji 3 maja 1697 roku obrońcy opuścili mury miasta. Mieszkańcy mogli pozostać w swoich domach pod warunkiem oddania okupantom wszystkich kosztowności, a kościoły i klasztory miały zostać nienaruszone. Baron de Pointis złamał ustalenia rozejmu i nakazał obrabowanie wszystkich i wszystko bez wyjątku. Jednocześnie oszukał w rozliczeniu łupów du Casse i uciekł przed planowanym atakiem bukanierów. Jean Baptiste du Casse rozkazał ponowne przeszukanie i ograbienie Kartageny, a za pomocą tortur zdobył wiele kosztowności.
W drodze powrotnej flota bukanierów napotkała okręty brytyjskie i została rozgromiona. Jean Baptiste du Casse dostał się do niewoli. W niej przebywał do 1697 roku do podpisania pokoju w Ryswick. Casse udał się na dwór Ludwika XIV i otrzymał awans na królewskiego admirała oraz otrzymał Order Świętego Ludwika.
W latach 1702–1713 Casse brał udział w wojnie o sukcesję hiszpańską, a król Filip V powierzył mu zorganizowanie ochrony tzw. srebrnej floty hiszpańskiej. Po eskortowaniu trzech takich flot, otrzymał Order Złotego Runa.